# Камчатоаркт
Камчатоаркт (лат. Kamtschatarctos sinelnikovae) — вид вымерших морских млекопитающих из семейства моржовых отряда хищных. Единственный вид в роде Kamtschatarctos. Жил в среднем миоцене (15—12 млн лет назад) на северо-западном побережье Тихого океана. Окаменелые остатки вида найдены на Дальнем Востоке России на западе Камчатского края в долине реки Ухтолок.